# Corydalus territans
Corydalus territans är en insektsart som beskrevs av James George Needham 1909. Corydalus territans ingår i släktet Corydalus och familjen Corydalidae. Inga underarter finns listade i Catalogue of Life.